# Magong Hu
Magong Hu är en sjö i Kina. Den ligger i provinsen Hunan, i den södra delen av landet, omkring 200 kilometer nordväst om provinshuvudstaden Changsha. Magong Hu ligger 30 meter över havet. Arean är 3,5 kvadratkilometer. Trakten runt Magong Hu består till största delen av jordbruksmark. Den sträcker sig 4,0 kilometer i nord-sydlig riktning, och 3,9 kilometer i öst-västlig riktning.
Genomsnittlig årsnederbörd är 1 563 millimeter. Den regnigaste månaden är maj, med i genomsnitt 235 mm nederbörd, och den torraste är december, med 28 mm nederbörd.